# The Butterfly Effect
The Butterfly Effect ist eine australische Alternative- und Progressive-Rock-Band, die 1999 in Brisbane gegründet wurde. Die musikalischen Einflüsse des Quartetts waren sowohl bei Alternative-Rock-Bands wie Muse als auch bei Artrock-Bands wie dredg auszumachen. Seit ihrem Bestehen veröffentlichte die Band drei Studioalben und eine Vielzahl an Singles.

## Geschichte
In ihrem Heimatland Australien konnte sich die 2006 veröffentlichte Single A Slow Descent fünf Wochen lang in der Hitparade halten, das 2008 erschienene Album Final Conversation of Kings stieg auf Platz 3 der ARIA Charts ein. Außerhalb Australiens landete bislang keine Veröffentlichung der Band in den Hitparaden. Nach der letzten Single Eyes Down (2013) – ohne Clint Boge, stattdessen mit Paul Galagher als Sänger – folgte nach einer längeren Pause auf der Website der Band die offizielle Bekanntgabe der Auflösung der Band.
Für März 2018 ist eine Tour in Originalbesetzung geplant.

## Diskografie

### EPs
- 2001: The Butterfly Effect

### Alben
- 2003: Begins Here
- 2006: Imago
- 2008: Final Conversation of Kings

### Singles
- 2002: Take It Away
- 2002: Crave
- 2003: One Second of Insanity
- 2004: Always
- 2005: Phoenix (Download)
- 2005: Beautiful Mine
- 2006: A Slow Descent
- 2006: Gone
- 2007: Reach
- 2008: Window and the Watcher
- 2009: In These Hands
- 2009: Final Conversation
- 2013: Eyes Down

### Kompilationen
- 2012: Effected